# آرتا (لریک)
آرتا (به لاتین: Arta) یک منطقه مسکونی در جمهوری آذربایجان است که در شهرستان لریک واقع شده است. آرتا ۱۶۲ نفر جمعیت دارد.